# Pantoporia symphelus
Pantoporia symphelus är en fjärilsart som beskrevs av Hans Fruhstorfer 1913. Pantoporia symphelus ingår i släktet Pantoporia och familjen praktfjärilar. Inga underarter finns listade i Catalogue of Life.